# فليفلة (جزيرة)

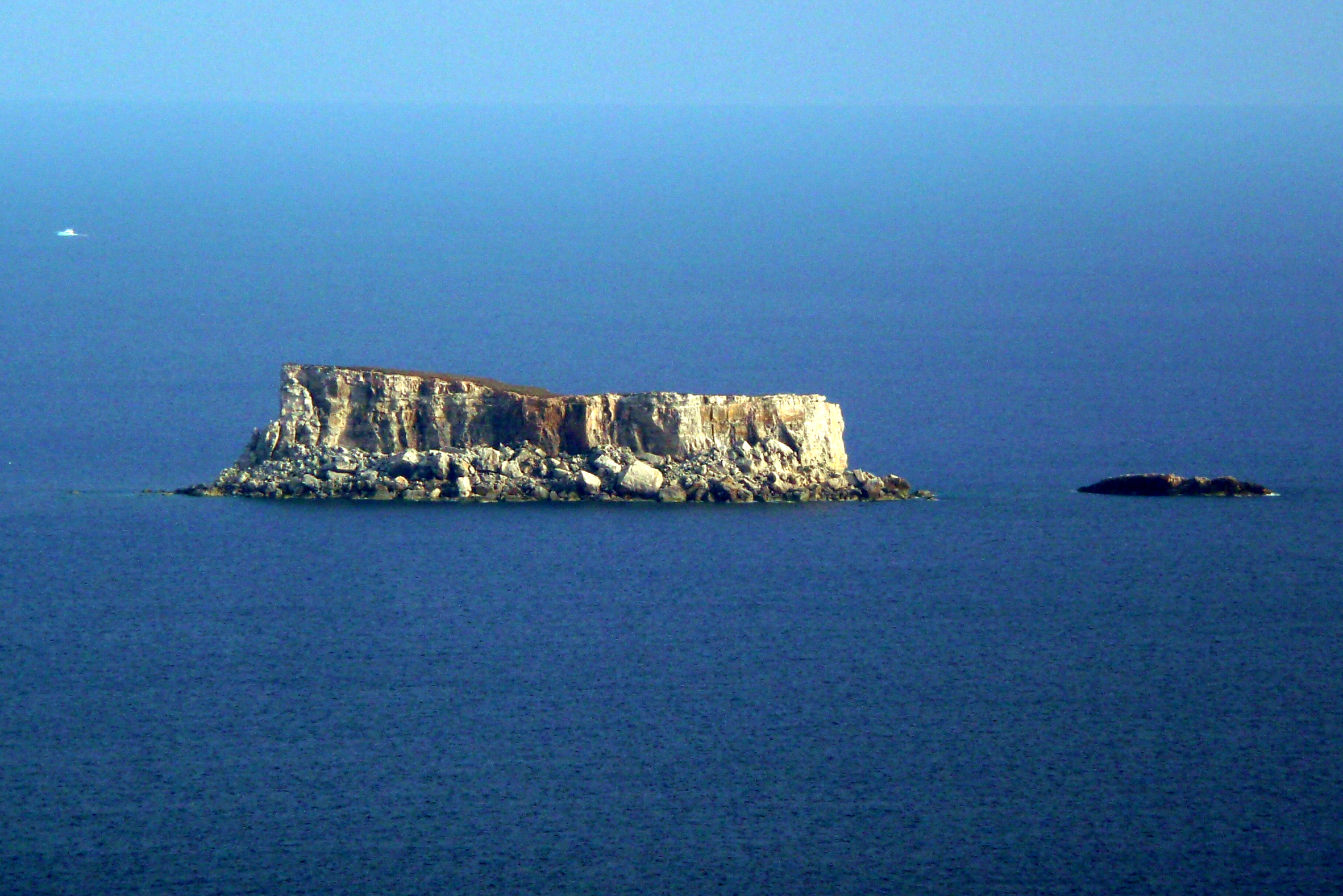
جُزَيْرَتَا فليفلة (يميناً) وفلفلة (يسارًا)

فُلَيْفُلَة (بالمالطية: Filfoletta) هي جُزَيْرَة مالطية صخرية صغيرة غير مأهولة، وهي أقصى جزر مالطة جنوباً، تبعد 100 م جنوب غرب جزيرة فلفلة. سميت فليفلة نسبة إلى الفلفل.

### مواضيع ذات علاقة
- فلفلة.